# Instituto Federal de Goiás
O Instituto Federal de Educação, Ciência e Tecnologia de Goiás (IFG) foi criado mediante transformação do Centro Federal de Educação Tecnológica de Goiás. Sua Reitoria está instalada em Goiânia.
Como parte do processo de transformação e reorganização da Rede Federal de Educação Profissional, Científica e Tecnológica, o Centro Federal de Educação Tecnológica de Goiás (CEFET Goiás), desde o dia 29 de dezembro de 2008, transformou-se no Instituto Federal de Educação, Ciência e Tecnologia de Goiás, autarquia com campi em Goiânia (sede da Reitoria), Jataí, Inhumas, Itumbiara, Uruaçu, Anápolis, Formosa e Luziânia. 
O Instituto Federal de Goiás oferece a oferta de cursos da educação básica, profissional e superior, além de pós lato sensu, nas modalidades presencial e a distância. O Instituto Federal de Goiás continua mantendo a tradição da Escola Técnica Federal de Goiás e do CEFET Goiás de oferecer educação pública, gratuita e de qualidade para os jovens e os trabalhadores do estado.

## História

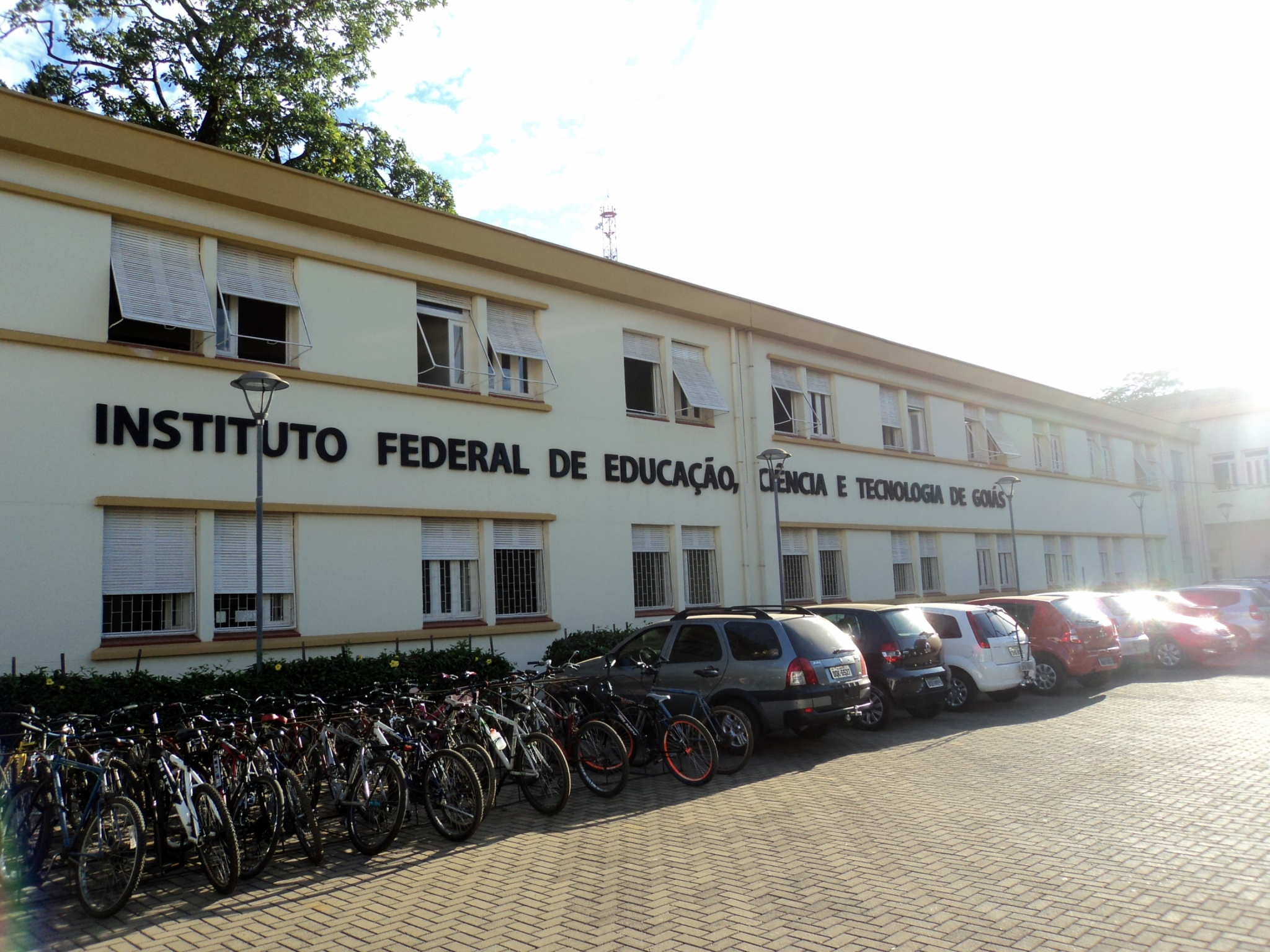
Fachada do Campus Goiânia do Instituto Federal de Goiás.

A história do Instituto Federal de Goiás possui uma longa trajetória, com origem no início do século passado, no dia 23 de setembro de 1909, quando, por meio do Decreto n.º 7.566, o então presidente Nilo Peçanha criou 19 Escolas de Aprendizes Artífices, uma em cada Estado do País. Em Goiás, a Escola foi criada na antiga capital do Estado, Vila Boa, atualmente Cidade de Goiás. Na época, o objetivo era capacitar os alunos em cursos e oficinas de forjas e serralheria, sapataria, alfaiataria, marcenaria e empalhação, selaria e correaria.
Em 1942, com a construção de Goiânia, a escola foi transferida para a nova capital, se transformando em palco do primeiro batismo cultural da Cidade. A Instituição recebeu então o nome de Escola Técnica de Goiânia, com a criação de cursos técnicos integrados ao ensino médio.
Com a Lei n.º 3.552, em 1959, a instituição alcançou a condição de autarquia federal, adquirindo autonomia administrativa, patrimonial, financeira, didático-pedagógica e disciplinar, recebendo a denominação de Escola Técnica Federal de Goiás, em agosto de 1965.
No final dos anos 80, mais precisamente em 1988, a Escola Técnica Federal de Goiás amplia sua presença no Estado com a criação da Unidade de Ensino Descentralizada de Jataí, hoje denominada campus Jataí.
Por meio do decreto sem número, de 22 de março de 1999, a Escola Técnica Federal de Goiás foi transformada em Centro Federal de Educação Tecnológica de Goiás (CEFET-GO), uma instituição de ensino superior pública e gratuita, especializada na oferta de educação tecnológica nos diferentes níveis e modalidades de ensino, com prioridade na área tecnológica.
Em 2006, por meio do Programa de Expansão da Rede Federal de Educação Profissional e Tecnológica, foi criada a Unidade de Ensino Descentralizada de Inhumas, hoje Campus Inhumas. A continuidade desse projeto resultou na implantação de mais dois campi, no segundo semestre de 2008, um em Itumbiara e outro em Uruaçu. Logo no início, a população das cidades foi contemplada com cursos técnicos e superiores na área tecnológica, o que levou desenvolvimento e mais qualificação aos profissionais da região.
Na segunda fase de expansão, iniciada em 2007, sob o tema “Uma escola técnica em cada cidade polo do país”, está prevista a implantação de mais 150 novas unidades de ensino, totalizando a criação de 180 mil vagas ofertadas pela Rede Federal de Educação Profissional e Tecnológica.
Para consolidar ainda mais o processo de evolução da educação profissional tecnológica no país e atingir condições estruturais necessárias ao desenvolvimento educacional e socioeconômico, os Centros Federais de Educação Tecnológica foram elevados a categoria de Institutos Federais de Educação, Ciência e Tecnologia, no final de 2008.
Em Goiás, foram criadas duas instituições. O Instituto Federal de Goiás, formado pelos campi – antigas unidades descentralizadas - de Goiânia, Jataí, Inhumas, Uruaçu, Itumbiara, Luziânia, Formosa e Anápolis, sendo que os três últimos foram implantados em junho de 2010; e o Instituto Federal Goiano - composto pela fusão dos CEFETs de Rio Verde e de Urutaí e da Escola Agrotécnica Federal de Ceres, que deu origem aos campi de Rio Verde, Urutaí, Ceres, Morrinhos e Iporá.
Essas instituições foram equiparadas às universidades federais, com autonomia para criar e extinguir cursos, registrar diplomas, o que vai ocasionar em uma ampliação da oferta de vagas e cursos técnicos e superiores, além de estimular a pesquisa aplicada, a produção cultural, o empreendedorismo, o cooperativismo e o desenvolvimento científico e tecnológico.

## Cursos
Campus Águas Lindas de Goiás
- Superior
  - Licenciatura em Ciências Biológicas

- Técnico Integrado ao Ensino Médio
  - Técnico Integrado em Análises Clínicas
  - Técnico Integrado em Meio Ambiente
  - Técnico Integrado em Vigilância em Saúde

- Técnico Integrado ao Ensino Médio - Educação de Jovens e Adultos
  - Técnico Integrado em Enfermagem na Modalidade de Educação de Jovens e Adultos

Campus Anápolis
- Superior
  - Licenciatura em Ciências Sociais;
  - Licenciatura em Química;
  - Tecnologia em Logística;
  - Bacharelado em Engenharia Civil da Mobilidade;
  - Bacharelado em Ciência da Computação;

- Técnico Integrado ao Ensino Médio
  - Técnico Integrado em Edificações;
  - Técnico Integrado em Comércio Exterior;
  - Técnico Integrado em Química;

- Técnico Integrado ao Ensino Médio - Educação de Jovens e Adultos
  - Técnico Integrado em Secretaria Escolar;
  - Técnico Integrado em Transporte de Cargas;

- Curso de Especialização Lato Sensu
  - Especialização em Inteligência Artificial Aplicada

- Curso de Mestrado Profissional
  - Educação Profissional e Tecnológica

Campus Aparecida de Goiânia
- Superior
  - Bacharelado em Engenharia Civil;
  - Licenciatura em Dança;
  - Licenciatura em Pedagogia Bilíngue: Libras/Português

- Técnico Integrado ao Ensino Médio
  - Técnico em Edificações;
  - Técnico Integrado em Química;
  - Técnico Integrado em Agroindústria;

- Técnico Integrado ao Ensino Médio - Educação de Jovens e Adultos
  - Técnico Integrado em Modelagem do Vestuário;
  - Técnico Integrado em Alimentos;

- Curso de Mestrado Profissional
  - Artes

Campus Cidade de Goiás
- Superior
  - Licenciatura em Artes Visuais;
  - Bacharelado em Cinema e Audiovisual;
  - Bacharelado em Agronomia

- Técnico Integrado ao Ensino Médio
  - Técnico Integrado em Edificações;
  - Técnico Integrado em Agroecologia;
  - Técnico Integrado em Produção de áudio e vídeo;

- Técnico Integrado ao Ensino Médio - Educação de Jovens e Adultos
  - Técnico Integrado em Artesanato

Campus Formosa
- Superior
  - Licenciatura em Ciências Sociais;
  - Licenciatura em Biologia;
  - Bacharelado em Engenharia Civil;
  - Tecnologia em Análise e Desenvolvimento de Sistemas;

- Técnico Integrado ao Ensino Médio
  - Técnico Integrado em Biotecnologia;
  - Técnico Integrado em Saneamento;

- Técnico Integrado ao Ensino Médio - Educação de Jovens e Adultos
  - Técnico Integrado em Edificações
  - Técnico Integrado em Manutenção e Suporte em Informática

- Curso de Especialização Lato Sensu
  - Especialização em Educação para Cidadania

Campus Goiânia
- Superior
  - Bacharelado em Engenharia Ambiental e Sanitária
  - Bacharelado em Engenharia Cartográfica e de Agrimensura
  - Bacharelado em Engenharia Civil
  - Bacharelado em Engenharia de Controle e Automação
  - Bacharelado em Engenharia de Transportes
  - Bacharelado em Engenharia Elétrica
  - Bacharelado em Engenharia Mecânica
  - Bacharelado em Química
  - Bacharelado em Sistemas de Informação
  - Bacharelado em Turismo
  - Licenciatura em Física
  - Licenciatura em História
  - Licenciatura em Letras - Língua Portuguesa
  - Licenciatura em Matemática
  - Licenciatura em Música

- Técnico Integrado ao Ensino Médio
  - Técnico Integrado em Controle Ambiental
  - Técnico Integrado em Edificações
  - Técnico Integrado em Eletrônica
  - Técnico Integrado em Eletrotécnica
  - Técnico Integrado em Instrumento Musical
  - Técnico Integrado em Mineração
  - Técnico Integrado em Telecomunicações

- Técnico Integrado ao Ensino Médio - Educação de Jovens e Adultos
  - Técnico Integrado em Cozinha;
  - Técnico Integrado em Desenvolvimento de Sistemas;
  - Técnico Integrado em Transporte Rodoviário;

- Técnico Subsequente (Pós Ensino Médio)
  - Técnico em Agrimensura
  - Técnico em Eletrotécnica
  - Técnico em Mecânica
  - Técnico em Mineração

- Curso de Especialização Lato Sensu
  - Especialização em Gestão dos Serviços de Hospitalidade
  - Especialização em Inteligência Artificial Aplicada
  - Especialização em Matemática
  - Especialização em Políticas e Gestão da Educação Profissional e Tecnológica
  - Especialização em Telecomunicações: Prédios Inteligentes

- Curso de Mestrado Profissional
  - Mestrado Profissional em Tecnologia de Processos Sustentáveis

Campus Goiânia Oeste
- Superior
  - Licenciatura em Pedagogia;

- Técnico Integrado ao Ensino Médio
  - Técnico Integrado em Análises Clínicas
  - Técnico Integrado em Nutrição e Dietética
  - Técnico Integrado em Vigilância em Saúde

- Técnico Integrado ao Ensino Médio - Educação de Jovens e Adultos
  - Técnico Integrado em Enfermagem

Campus Inhumas
- Superior
  - Bacharelado em Engenharia de Software
  - Bacharelado em Ciência e Tecnologia de Alimentos;
  - Licenciatura em Química;

- Técnico Integrado ao Ensino Médio
  - Técnico Integrado em Agroindústria;
  - Técnico Integrado em Informática para Internet
  - Técnico Integrado em Química

- Técnico Integrado ao Ensino Médio - Educação de Jovens e Adultos
  - Técnico Integrado em Panificação

- Curso de Especialização Lato Sensu
  - Especialização em Docência na Educação Básica e Profissional

Campus Itumbiara
- Superior
  - Licenciatura em Química;
  - Bacharelado em Engenharia de Controle e Automação;
  - Bacharelado em Engenharia Elétrica;

- Técnico Integrado ao Ensino Médio
  - Técnico Integrado em Eletrotécnica
  - Técnico Integrado em Química

- Técnico Integrado ao Ensino Médio - Educação de Jovens e Adultos
  - Técnico Integrado em Agroindústria

- Técnico Subsequente (Pós Ensino Médio)
  - Técnico em Eletrotécnica

- Curso de Especialização Lato Sensu
  - Especialização em Ensino de Ciências e Matemática
  - Especialização em Fontes Renováveis de Energia

Campus Jataí
- Superior
  - Bacharelado em Engenharia Elétrica;
  - Bacharelado em Engenharia Civil;
  - Licenciatura em Física;
  - Tecnologia em Análise e Desenvolvimento de Sistemas;

- Técnico Integrado ao Ensino Médio
  - Técnico Integrado em Edificações
  - Técnico Integrado em Eletrotécnica
  - Técnico Integrado em Manutenção e Suporte em Informática

- Técnico Integrado ao Ensino Médio - Educação de Jovens e Adultos
  - Técnico Integrado em Secretariado

- Técnico Subsequente (Pós Ensino Médio)
  - Técnico em Agrimensura

- Curso de Mestrado Profissional
  - Educação para Ciências e Matemática

Campus Luziânia
- Superior
  - Licenciatura em Química;
  - Bacharelado em Sistema de Informação;

- Técnico Integrado ao Ensino Médio
  - Técnico Integrado em Edificações;
  - Técnico Integrado em Informática Para Internet;
  - Técnico Integrado em Química;

- Técnico Integrado ao Ensino Médio - Educação de Jovens e Adultos
  - Técnico Integrado em Manutenção e Suporte em Informática

- Curso de Especialização Lato Sensu
  - Especialização em Docência em Educação e Tecnologia

Campus Senador Canedo
- Superior
  - Bacharelado em Engenharia de Produção;

- Técnico Integrado ao Ensino Médio
  - Técnico Integrado em Automação Industrial;
  - Técnico Integrado em Mecânica;

- Técnico Integrado ao Ensino Médio - Educação de Jovens e Adultos
  - Técnico Integrado em Refrigeração e Climatização

- Curso de Especialização Lato Sensu
  - Especialização em Docência na Educação Profissional, Técnica e Tecnológica

Campus Uruaçu
- Superior
  - Bacharelado em Engenharia Civil;
  - Licenciatura em Química;
  - Tecnologia em Análise e Desenvolvimento de Sistemas

- Técnico Integrado ao Ensino Médio
  - Técnico Integrado em Edificações;
  - Técnico Integrado em Informática;
  - Técnico Integrado em Química;

- Técnico Integrado ao Ensino Médio - Educação de Jovens e Adultos
  - Técnico Integrado em Comércio

- Curso de Especialização Lato Sensu
  - Especialização em Educação, Direitos e Cidadania
  - Especialização em Ensino de Ciências e Matemática

Campus Valparaíso de Goiás
- Superior
  - Bacharelado em Engenharia Elétrica;
  - Licenciatura em Matemática;

- Técnico Integrado ao Ensino Médio
  - Técnico Integrado em Automação Industrial;
  - Técnico Integrado em Mecânica;

- Técnico Integrado ao Ensino Médio - Educação de Jovens e Adultos
  - Técnico Integrado em Eletrotécnica